# Campeonato Mundial de Halterofilismo de 2011 - Mais de 75 kg feminino
A categoria mais de 75 kg feminino foi um evento do Campeonato Mundial de Halterofilismo de 2011, disputado na Disneyland Resort Paris, em Paris, na França, entre 12 e 13 de novembro de 2011. 

## Calendário
Horário local (UTC+1)
| Dia            | Horário | Fase    |
| -------------- | ------- | ------- |
| 12 de novembro | 09:00   | Grupo C |
| 13 de novembro | 09:00   | Grupo B |
| 13 de novembro | 14:00   | Grupo A |

## Medalhistas
| Evento    | Ouro                    | Ouro   | Prata                   | Prata  | Bronze              | Bronze |
| --------- | ----------------------- | ------ | ----------------------- | ------ | ------------------- | ------ |
| Arranque  | Tatiana Kashirina (RUS) | 147 kg | Zhou Lulu (CHN)         | 146 kg | Yuliya Dovhal (AZE) | 118 kg |
| Arremesso | Zhou Lulu (CHN)         | 182 kg | Tatiana Kashirina (RUS) | 175 kg | Mariam Usman (NGR)  | 156 kg |
| Total     | Zhou Lulu (CHN)         | 328 kg | Tatiana Kashirina (RUS) | 322 kg | Mariam Usman (NGR)  | 273 kg |

## Recordes
Antes desta competição, o recorde mundial da prova era o seguinte:
| Recorde         | Tipo      | Atleta                  | Peso   | Local  | Data                   |
| Recorde Mundial | Arranque  | Tatiana Kashirina (RUS) | 146 kg | Cazã   | 17 de abril de 2011    |
| Recorde Mundial | Arremesso | Jang Mi-ran (KOR)       | 187 kg | Goyang | 28 de novembro de 2009 |
| Recorde Mundial | Total     | Tatiana Kashirina (RUS) | 327 kg | Cazã   | 17 de abril de 2011    |

Os seguintes novos recordes foram estabelecidos durante esta competição.
| Arranque | 147 kg | Tatiana Kashirina (RUS) | Recorde mundial |
| Total    | 328 kg | Zhou Lulu (CHN)         | Recorde mundial |

## Resultado
Os resultados foram os seguintes. 
| Pos.              | Atleta                     | Grupo | Peso   | Arranque (kg) | Arranque (kg) | Arranque (kg) | Arranque (kg)     | Arremesso (kg) | Arremesso (kg) | Arremesso (kg) | Arremesso (kg)    | Total |
| Pos.              | Atleta                     | Grupo | Peso   | 1             | 2             | 3             | Resultado         | 1              | 2              | 3              | Resultado         | Total |
| ----------------- | -------------------------- | ----- | ------ | ------------- | ------------- | ------------- | ----------------- | -------------- | -------------- | -------------- | ----------------- | ----- |
| Medalha de ouro   | Zhou Lulu (CHN)            | A     | 133.66 | 135           | 143           | 146           | Medalha de prata  | 173            | 181            | 182            | Medalha de ouro   | 328   |
| Medalha de prata  | Tatiana Kashirina (RUS)    | A     | 98.10  | 140           | 145           | 147           | Medalha de ouro   | 175            | 175            | 181            | Medalha de prata  | 322   |
| Medalha de bronze | Mariam Usman (NGR)         | B     | 122.88 | 117           | 117           | 121           | 4                 | 151            | 156            | 160            | Medalha de bronze | 273   |
| 4                 | Yuliya Dovhal (AZE)        | A     | 87.37  | 115           | 118           | 121           | Medalha de bronze | 145            | 150            | 150            | 6                 | 263   |
| 5                 | Alexandra Aborneva (KAZ)   | A     | 102.27 | 105           | 110           | 115           | 9                 | 141            | 147            | 150            | 4                 | 260   |
| 6                 | Mami Shimamoto (JPN)       | A     | 106.95 | 108           | 111           | 113           | 8                 | 140            | 144            | 147            | 5                 | 260   |
| 7                 | Oliba Nieve (ECU)          | A     | 94.94  | 107           | 112           | 116           | 5                 | 138            | 143            | 147            | 7                 | 259   |
| 8                 | Ümmühan Uçar (TUR)         | B     | 87.35  | 105           | 110           | 115           | 6                 | 137            | 145            | 145            | 12                | 252   |
| 9                 | Afaf Ibrahim (EGY)         | B     | 102.24 | 103           | 107           | 110           | 11                | 137            | 142            | 146            | 9                 | 249   |
| 10                | Sarah Robles (USA)         | B     | 118.42 | 105           | 110           | 114           | 7                 | 135            | 140            | 140            | 14                | 249   |
| 11                | Fumiko Jonai (JPN)         | B     | 108.91 | 101           | 101           | 103           | 15                | 143            | 143            | 146            | 8                 | 246   |
| 12                | Shaimaa Khalaf (EGY)       | B     | 106.95 | 100           | 105           | —             | 12                | 130            | 135            | 140            | 10                | 245   |
| 13                | Chioma Amaechi (USA)       | B     | 109.84 | 95            | 98            | 98            | 22                | 130            | 140            | 140            | 11                | 238   |
| 14                | Kathleen Schöppe (GER)     | C     | 95.35  | 97            | 100           | 103           | 13                | 127            | 131            | 134            | 15                | 237   |
| 15                | Tania Mascorro (MEX)       | C     | 100.07 | 103           | 106           | 109           | 10                | 128            | 132            | 132            | 19                | 237   |
| 16                | Daryna Goncharova (UKR)    | B     | 100.72 | 100           | 100           | 100           | 19                | 135            | 135            | 140            | 13                | 235   |
| 17                | Yaniuska Espinosa (VEN)    | B     | 110.13 | 100           | 105           | 105           | 20                | 125            | 130            | 133            | 16                | 233   |
| 18                | Tracey Lambrechs (NZL)     | C     | 101.30 | 102           | 106           | 106           | 16                | 126            | 130            | 130            | 18                | 232   |
| 19                | Liu Yun-chien (TPE)        | B     | 91.18  | 98            | 101           | 101           | 21                | 127            | 130            | 133            | 17                | 228   |
| 20                | Verónica Saladín (DOM)     | C     | 103.07 | 97            | 102           | 103           | 14                | 118            | 125            | 127            | 21                | 228   |
| 21                | Annarosa Campaldini (ITA)  | C     | 99.16  | 94            | 99            | 101           | 18                | 118            | 124            | 124            | 22                | 225   |
| 22                | Mayara Silva Gomes (BRA)   | C     | 124.05 | 88            | 91            | 94            | 23                | 120            | 125            | 126            | 20                | 220   |
| 23                | Naira Harutyunyan (ARM)    | C     | 92.74  | 81            | 88            | 88            | 24                | 99             | 110            | 116            | 23                | 191   |
| —                 | Krisztina Magát (HUN)      | C     | 101.79 | 96            | 100           | 102           | 17                | 119            | 119            | 119            | —                 | —     |
| —                 | Ele Opeloge (SAM)          | A     | 128.04 | 120           | 120           | 120           | —                 | —              | —              | —              | —                 | —     |
| —                 | Almira Lizde (BIH)         | C     | 75.61  | 80            | 80            | 80            | —                 | —              | —              | —              | —                 | —     |
| DSQ               | Olha Korobka (UKR)         | A     | 166.60 | 127           | 131           | 131           | —                 | 150            | 157            | —              | —                 | —     |
| DSQ               | Hripsime Khurshudyan (ARM) | A     | 90.08  | 125           | 130           | —             | —                 | —              | —              | —              | —                 | —     |